# Sever proti Jihu (Verne)
Sever proti Jihu (1887, Nord contre Sud) je dobrodružný román francouzského spisovatele Julesa Verna z jeho cyklu Podivuhodné cesty (Les Voyages extraordinaires).

## Obsah románu
Děj knihy nás zavádí do Spojených států amerických v době občanské války v letech 1861-1865. Hlavní postavu příběhu je floridský farmář James Burbank, vlastnící poblíž Jacksonville prosperující plantáž Camdless Bay. Pro své protiotrokářské smýšlení je Burbank trnem v oku svému otrokářskému okolí. Jeho protivníkem je zejména padouch Texar, který bývá pravidelně podezřelý z účasti na různých zločinech, ale vždy prokáže neotřesitelné alibi.
Po vypuknutí občanské války dá Burbank svým černochům svobodu. Texar, který se stane jedním z prominentních mužů v Jacksonville, Burbanka tak nenávidí, že podnítí přepadení a zničení jeho plantáže. Přitom Texar unese Burbankovu dceru. V ten samý čas je ovšem Texar viděn na jiném, od Burbankovy plantáže vzdáleném místě, takže mu opět nelze nic dokázat. Po mnohých zápletkách, odehrávajících se ve floridských močálech, je Burbankova dcera osvobozena a záhada Texarových nevysvětlitelných alibi rozřešena. Texar má bratra, který je mu k nerozeznání podobný. Tak může být Texar viděn současně na dvou různých místech najednou. Oba zločinci, Texar a jeho bratr, jsou dopadeni a zastřeleni.

## Ilustrace
Knihu Sever proti Jihu ilustroval Léon Benett.

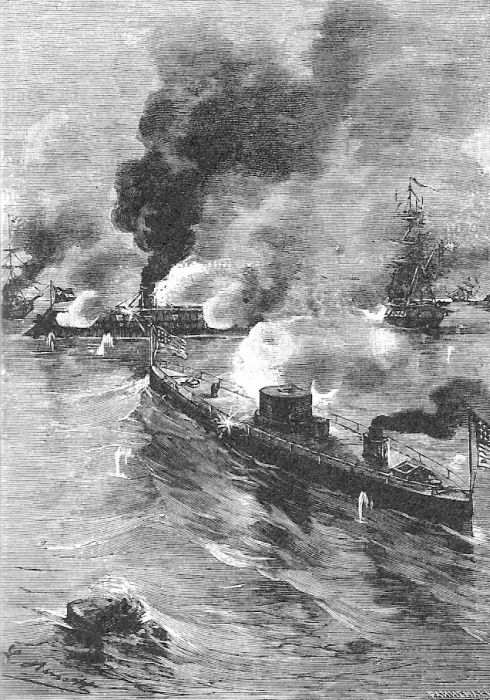
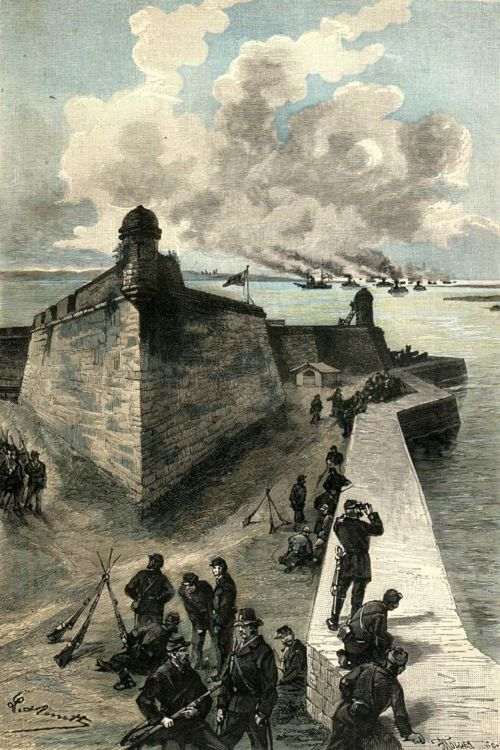
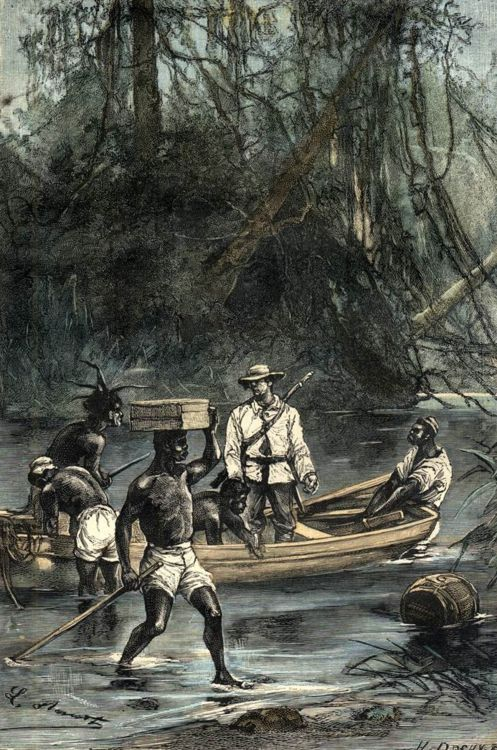
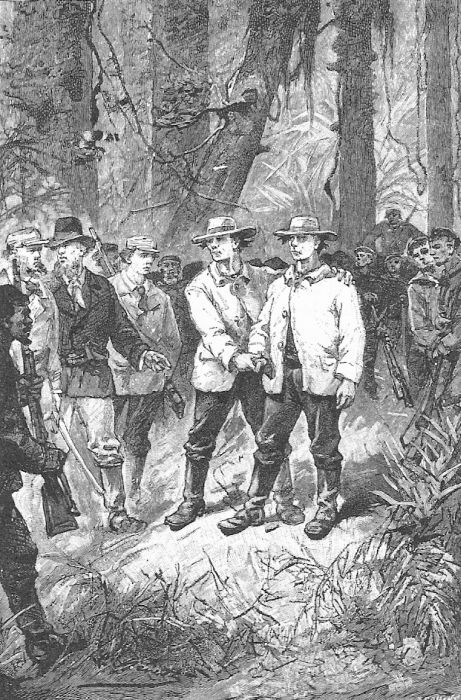

## Česká vydání
- Sever proti jihu, Josef R. Vilímek, Praha 1894, přeložil Josef Jan Svátek,
- Sever proti jihu, Alois Hynek, Praha, dvakrát mezi 1901-1925, přeložil Pavel Projsa,
- Sever proti jihu, Bedřich Kočí, Praha 1912, přeložil Vilém František Veverka, dva svazky,
- Sever proti jihu, Josef R. Vilímek, Praha 1915, přeložil Josef Jan Svátek, znovu 1931 a 1939. Dostupné online.
- Sever proti jihu, Albatros, Praha 1978, přeložil Gustav Francl, znovu 1978 a 1989.
- Sever proti jihu, Návrat, Brno 1995, přeložil Josef Jan Svátek, znovu 2007.
- Sever proti jihu, Omega, Praha 2019, přeložil Josef Jan Svátek.
- Sever proti jihu, Nakladatelství Josef Vybíral, Žalkovice 2019, přeložil Josef Jan Svátek.